# کینهایم
کینهایم (به فرانسوی: Kienheim) یک کمون در فرانسه با جمعیت ۵۸۲ نفر است که در Canton of Truchtersheim واقع شده‌است.